# Leptolalax pictus
Leptolalax pictus är en groddjursart som beskrevs av Rudolf Malkmus 1992. Leptolalax pictus ingår i släktet Leptolalax och familjen Megophryidae. IUCN kategoriserar arten globalt som sårbar. Inga underarter finns listade i Catalogue of Life.